# Келијa Светог Јована Златоустог на Светој Гори
Келија Светог Јована Златоустог на Светој Гори или келија-скит Светог Јована Златоустог, Хризостома (грч. Ιερό Χιλιανδαρινό Κελλί Αγίου Ιωάννου Χρυσοστόμου) основана је у античко доба, највероватније по налогу Светог Сава у 12. веку. Као и друге келије на Светој Гори она припада манастиру Хиландару. У  време активног монаха у келији у њој је живело братство од 47 чланова, искључиво руског порекла, од којих је шест свештенослужитеља.

## Положај и изглед
Келија Светог Јована Златоустог налази се на Светој Гори на забаченом брду поред пута који води од Кареје за Ватопед, у границама земље царске патријаршијске словенске хиландарске лавре недалеко од руског Андријевског скита (Сераја). Смештена недалеко од извора пијаће воде североисточном страном отворена према мору, док су преостале три стране обезбеђивале планински ваздух и шумску хладовину у коју је данас потпуно урасла.
Келија,  је у виду четвороугаоника који се затвара новим храмом и високим зидом са светим вратима. Има све потребне просторије за разноврсне активности монаха од којих се они издржавају.

## Историја
Након што се потрудио на подизању Манастира Богородице Хиландарске, Свети Сава се потом постарао да у седишту Свете горе постави темеље пустињачког (еримитског) начина живота. Са том намером основао је четири келије:
- Келију Преображења Господњег звану Патерица, коју је прво купио. Патерица је у то време имала статус малог манастира, (монидрио грч. μονύδριον), али је била у саставу Хиландара. У келији Патерица свети Сава је оставио игумански штап Светог Саве Освећеног по којем је и добио име, а по том игуманском штапу се келија највероватније и зове Патерица (од грчке речи патер што значи отац). Патерица има сугуби (двоструки) благослов двојице великих светаца, светог Саве Освећеног и Светог Саве I архиепископа Српског. У њој сада живе: јеромонах Доситеј (који је одговоран за келију Патерица) и монах Козма Чех.
- посницу, посницу или типикарницу Светога Саве у Кареји, коју је градио боравећи у келији Петрици
- Келију Светог Јована Претече
- Келију Светог Јована Златоустог на месту где се данас налази скит Светог Јована Златоустог.

По мишљењу историчара, на месту где се налазила келија Светог Јована Златоустогје у античко доба била људска насеобина, која је страдала у једном од пљашкашких похода гусара. Када је Свети Сава по повратку из Свете земље крену да по Светој Гори поставља темеље пустињачког (еримитског) начина живота вероватно је је наишао на руиниран манастир, један од око 150 колико их је у 12. веку било на Свртој Гори и највероватније купио запустели манастир заједно са припадајућом земљом око манастира, од Протата.
Иако се поуздано не зна се да ли је и овај манастир Свети Сава обновио, зна се према мермерна плоча која је нађена у темељима старе цркве, да је то стара црква зидана или поправљана 1702. године трудом јеромонаха Матеја, Нектарија, Антима и монаха Никифора и Рафаила и да су у њему испоснички живот током 16 и 17. века водилије монаси. Међутим руски писани извори наводе да је стара црква подигнута 1702. године.
Током 18. века, манастир је потпуно напуштен а потом и девастиран. Међутим крајем 18. века, бежећи под најездом од турака, српски и бугарски монаси са још двојицом руских монаха једно време крили су се у њему.
Крајем 19. века чувени руски старац јеросхимонах Кирило (Абрамов), први председник Удружења руских обитељи на Светој Гори,  након доласка у девастирану келију  Светог Јована Златоустог започео је њену обнову.
Новембра 13. године 1894. извршено је свечано освећење храма руске општежитељне келије Светог Јована Златоустог на Светој Гори. Храм је освештао архиепископ јелиферопољски Агафангел, који је лично познавао Кирила и митрополита српског Михаила, који је упутио писмо настојатељу, у коме је изразио жаљење што није могао да учествује у освећењу овог храма.
На свом врхунцу, хиландарска келија Светог Јована Златоустог бројала је и до сто руских монаха, који су се бавили:
- производњом маслиновог уља, које су извозили за царску Русију,
- прерадом дрвета и лековитих трава.
- иконописањем,  које је донело славу овој келији и њеној иконописачкој радионици, која се поред иконографије, бавила и израдом окова за иконе.

Након октобарске револуције, када је престао прилив Руса на Свету Гору, келија  Светог Јована Златоустог је опустела. Данас је келија девастирана, обрасла бршљеном и  шумом. Покретна имовина је временом искоришћена за околне келије и скитове, а њено највеће звоно налази се на звонику Хиландара.